# アン・マリー・ローダー
アン・マリー・ローダー（Anne Marie Loder、1969年8月3日 - ）は、アメリカ合衆国の女優。

## 出演作品
- ヤング・スーパーマン ファイナル・シーズン
- プリティ・リトル・ライアーズ シーズン1
- サンクチュアリ シーズン2
- サイク/名探偵はサイキック? シーズン1
- 私立探偵ストレイチー／偽りのセラピー
- SUPERNATURAL　スーパーナチュラル シーズン1
- ヤング・スーパーマン シーズン5
- ＮＴＳＢ／３２３便の謎を追え!
- スーパードール／パパが人形に恋をした
- マウンテン・ウォーズ　ホライズン高校物語(ソフィー・ベッカー)
- ファースト・ウェイブ シーズン2
- バイオ・クライシス
- ブラック・ライト